# 阿里斯蒂德斯·戈梅斯
阿里斯蒂德斯·戈梅斯（1954年11月8日— ），几内亚比绍政治家，曾任該國计划与国家合作部长、总理。
| 前任： 卡洛斯·戈梅斯·茹尼奥尔          | 几内亚比绍总理 2005年-2007年                 | 繼任： 马蒂纽·恩达法·卡比     |
| 前任： 奧古斯托·安東尼奧·阿圖爾·席爾瓦 | 几内亚比绍总理 2018年-2019年7月3日           | 繼任： 多明戈斯·西蒙斯·佩雷拉 |
| 前任： 多明戈斯·西蒙斯·佩雷拉          | 几内亚比绍总理 2019年7月27日-2019年10月31日  | 繼任： 福斯蒂諾·因巴利        |
| 前任： 福斯蒂諾·因巴利                 | 几内亚比绍总理 2019年11月8日 －2020年2月29日 | 繼任： Nuno Gomes Nabiam      |